# Vincenzo Troya
Vincenzo Troya (Magliano d'Alba, 1806 – Torino, 1883) è stato un pedagogista italiano.

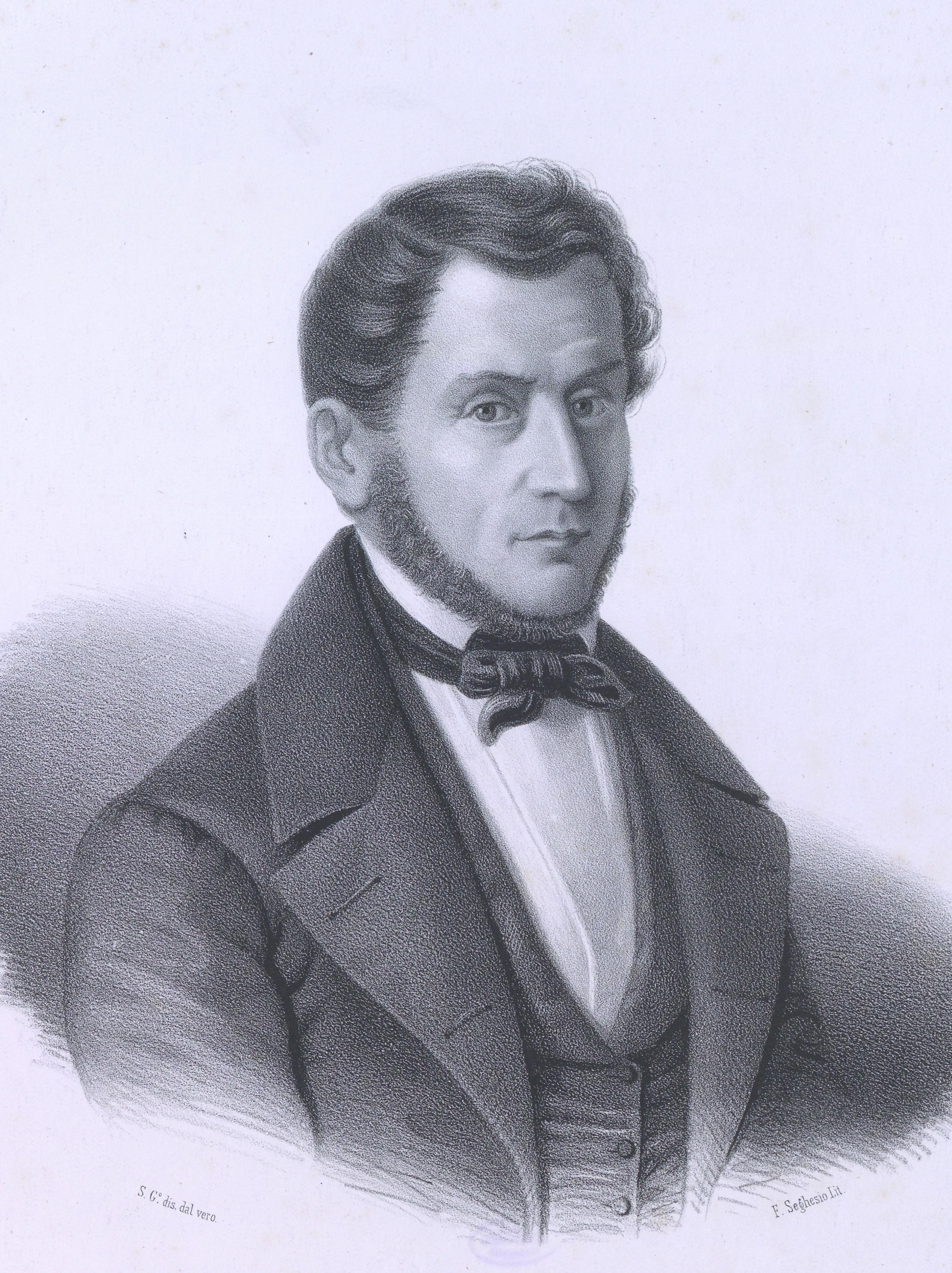
Ritratto di Vincenzo Troya, 1847

Troya nacque a Magliano d'Alba, oggi Magliano Alfieri.
Caldeggiò una riforma della scuola elementare, trovando l'opposizione dello Stato e il licenziamento dal suo ruolo di maestro. In un secondo tempo gli fu concesso di attuare le sue riforme, ottenendo così grande popolarità.
Come molti personaggi minori del Risorgimento italiano, Vincenzo Troya non si è salvato dall'inesorabile oblio, finendo ingiustamente nel dimenticatoio al punto che nel 1925 la sua figura era così ricordata da un giornalista dell'epoca: «Vi è ancora qui a Torino chi ricorda quel piccolo vecchietto cieco, dai capelli candidi e dalla barba di neve alla Cavour che gli incorniciava il volto sempre sorridente e aperto, dominato dalla vasta fronte pensosa; ma son trascorsi più di quarant'anni dalla sua morte e le nuove generazioni non hanno di Vincenzo Troya, di questo educatore di fanciulli, che della sua missione fece un apostolato, che una conoscenza piuttosto vaga...».
Originario dell'Albese agli inizi del XIX secolo, l'educatore era destinato a diventare un protagonista delle riforme della scuola sabauda negli anni di re Carlo Alberto, e quindi, dopo l'Unità, uno dei più attivi funzionari che tentarono di adeguare a compiti nuovi le strutture educative del giovane Stato. La sua vita si riallaccia alla storia d'Italia, la riproduce sotto forma di un attivismo ricco di contraccolpi politico-civili.
Dal 1826 al '39 insegna a Cherasco, Barge e Bene Vagienna. Nel 1840 viene trasferito a Torino dove fonda due classi sperimentali per l'insegnamento primario. A Genova dirige una scuola di metodo. Nel 1866 viene chiamato a Firenze (capitale provvisoria) dal ministro Berti, per una riforma delle Scuole normali. È autore di molti libri di testo (sillabari, libri di lettura, antologie) che raggiungono elevate tirature.
 Soprannominato il "Nonno del sillabario", perché nel cinquantenario della morte, la stampa dell'epoca lo ricordò ampiamente come, appunto, autore del primo Sillabario.
Questo appellativo rimase nella memoria, nonostante niente di più riduttivo potesse essere detto nei suoi confronti: egli, certo, compose anche un sillabario graduato, ma nella sua lunga vita dedicata al mondo della scuola ha firmato molti altri libri scolastici ed ha potuto vantare svariati esperimenti didattici. 
In Italia alcune vie sono state intitolate al suo nome, a Torino, Roma e a Magliano Alfieri.